# Брюкнер, Иоганн Георг Андреас фон
Иоганн Георг Андреас фон Брюкнер (нем. Johann Georg Andreas von Brückner; 1744—1814) — российский юрист, математик, астроном немецкого происхождения.
Начальное воспитание получил в доме своего отца, который был пастором и проповедником. В 1759 году Брюкнер поступил в гимназию в Кобурге, а, по окончании курса, с 1764 года изучал правоведение в йенском университете. При оставлении университета он, по ходатайству профессора Кальтшмида, удостоен почетного звания имперского нотариуса. По завершении образования Брюкнер отправился искать счастья на чужбине и в 1766 году занял место домашнего наставника в Эстляндии; в 1769 году он переселился в Нарву и занимался здесь как частным преподавательством, так и судебной практикой.
Приобретя некоторую известность, Брюкнер был приглашен в 1770 году в Дерпт, где последовательно занимал должности городского фискала и адвоката при земском суде, городского нотариуса (1772), а по приобретении в 1774 г. прав полного гражданина — помощника городского секретаря (1776) и городского секретаря (1778). После пожара, постигшего Дерпт в 1775 году, Брюкнер принял деятельное участие в перестройке города заново, причем сам план новых сооружений, составленный по его мысли, удостоился Высочайшего одобрения. В 1784 году Брюкнер занял должность секретаря при лифляндском наместническом управлении, принимал деятельное участие в перестройке города Верро, а затем перешёл на службу в лифляндскую казенную палату, где занимал с мая 1797 года должность асессора, а с ноября 1799 года — советника.
В 1807 году Брюкнеру пожалован чин статского советника. Обладая, сверх юридических сведений, обширными и разнообразными научными познаниями и с особенною любовью занимаясь математикою и астрономиею, Брюкнер поместил в разных повременных изданиях ряд научных статей, касающихся физического изучения Прибалтийского края.
Труды его обратили на себя внимание Императорской академии наук, которая 13 апреля 1808 года избрала его своим членом-корреспондентом.